# Benoît Gassongo

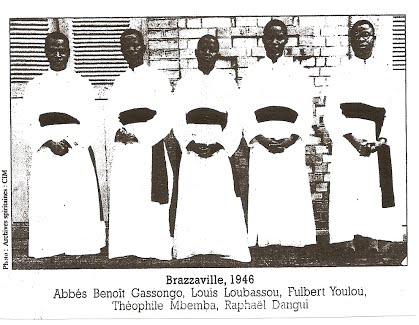
Benoît Gassongo (Erster von links) bei seiner Priesterweihe (1946)

Georges Benoît Gassongo (* 1912 in Boundji, Französisch-Äquatorialafrika; † 17. April 1981 in Brazzaville) war ein kongolesischer römisch-katholischer Geistlicher und Weihbischof in Fort-Rousset.

## Leben
Benoît Gassongo besuchte die Missionsschule in Boundji und wurde am 14. August 1926 getauft. Von 1929 bis 1931 absolvierte er in Brazzaville eine Lehrerausbildung. Anschließend unterrichtete er an den Schulen in Boundji, Ndongo und Gamboma. Von 1933 bis 1939 besuchte Gassongo die Kleinen Seminare in Boundji und in Kibouende. Ab 1939 studierte er Philosophie und Katholische Theologie am Priesterseminar Saint Jean in Libreville, wo Fulbert Youlou, der spätere Präsident der Republik Kongo, und Théophile Mbemba, der spätere Erzbischof von Brazzaville, sowie Cyriaque Siméon Obamba, der spätere Bischof von Mouila, zu seinen Mitstudenten zählten. Gassongo empfing am 9. Juni 1946 in der Kathedrale Sacré-Coeur in Brazzaville durch den Apostolischen Vikar von Brazzaville, Paul Joseph Biéchy CSSp, das Sakrament der Priesterweihe. Zunächst wirkte er als Pfarrvikar an der Basilika Sainte-Anne in Poto-Poto, einem Stadtteil von Brazzaville. Später war er in Boundji und in der Pfarrei Sainte Radegonde in Tsambitso tätig.
Am 6. Juli 1965 ernannte ihn Papst Paul VI. zum Titularbischof von Cubda und zum Weihbischof in Fort-Rousset. Der Präfekt der Kongregation de Propaganda Fide, Krikor Bedros XV. Kardinal Agagianian, spendete ihm am 10. Oktober desselben Jahres in der Kapelle des Pontificio Collegio Urbano de Propaganda Fide in Rom die Bischofsweihe; Mitkonsekratoren waren der Sekretär der Kongregation de Propaganda Fide, Kurienerzbischof Pietro Sigismondi, und der Bischof von Fort-Rousset, Émile Élie Verhille CSSp. Sein Wahlspruch Notum faciam eis nomen tuum („Ich werde ihnen deinen Namen verkünden“) stammt aus Joh 17,26 .
Gassongo nahm an der vierten Sitzungsperiode des Zweiten Vatikanischen Konzils teil. Vom 2. März 1968 bis zum 27. Februar 1970 fungierte er zudem als Apostolischer Administrator des vakanten Bistums Fort-Rousset. Anschließend trat er als Weihbischof zurück. Gassongo lebte danach in Brazzaville, wo er im April 1981 starb. Er wurde in der dortigen Kirche Notre Dame des Victoires de Ouenzé beigesetzt.

## Schriften
- Mgr Prosper Augouard et l’implantation du Christianisme au Congo Français (1877–1921). Les Lianes, Brazzaville 1978, OCLC 25949861.
- Otwere. La judicature ancestrale chez les Mbochis. Les Lianes, Brazzaville 1979, OCLC 17036711.
- Conquête, résistance et terreur en Afrique-Équatoriale française. Un passé colonial oublié du bassin de l’Alima-Nkeni. L’Harmattan, Paris 2017, ISBN 978-2-343-11702-7.